# Cribratinidae
Cribratinidae es una familia de foraminíferos bentónicos de la superfamilia Haplophragmioidea, del suborden Loftusiina y del orden Loftusiida. Su rango cronoestratigráfico abarca desde el Albiense hasta el Cenomaniense inferior (Cretácico superior).

## Discusión
Clasificaciones previas incluían Cribratinidae en la superfamilia Hormosinoidea, así como en el suborden Textulariina del orden Textulariida o en el orden Lituolida.

## Clasificación
Cribratinidae incluye a los siguientes géneros:
- Cribratina †
- Sievoides †